# Seznam zápasů československé a španělské hokejové reprezentace
Mezi československou a španělskou hokejovou reprezentací se odehrál jediný hokejový zápas. Uskutečnil se na Mistrovství Evropy 1926 ve Švýcarsku. 

## Mistrovství Evropy v ledním hokeji
| Datum utkání | Výsledek | Rok  | Místo | Branky Československa                                  |
| ------------ | -------- | ---- | ----- | ------------------------------------------------------ |
| 13. 1. 1926  | 9 : 2    | 1926 | Davos | 4x Josef Maleček, 3x Jaroslav Jirkovský, 2x Josef Loos |

## Celková bilance vzájemných zápasů Československa a Španělska
| Zápasy | Výhry | Remízy | Prohry | Skóre |
| ------ | ----- | ------ | ------ | ----- |
| 1      | 1     | 0      | 0      | 9:2   |